# Pustynnik (zwyczajny)
Pustynnik (zwyczajny) (Syrrhaptes paradoxus) – gatunek średniej wielkości ptaka z rodziny stepówek (Pteroclidae), zamieszkującego Azję Środkową i Wschodnią – od Morza Kaspijskiego po zachodnią Mandżurię. Dawniej (XIX w. i początek XX w.) inwazyjnie okresowo pojawiał się w Europie. Nieobserwowany w Polsce od lat 90. XX wieku, ale odnotowywany w czasach historycznych.

## Taksonomia
Po raz pierwszy formalnie gatunek ten opisał Peter Simon Pallas w 1773 pod nazwą Tetrao paradoxa. Obecnie (2021) Międzynarodowy Komitet Ornitologiczny umieszcza pustynnika w rodzaju Syrrhaptes wraz z pustynnikiem tybetańskim (S. tibetanus). Epitet gatunkowy paradoxus pochodzi od greckiego słowa paradoxos – „dziwny”. Pustynnik jest gatunkiem monotypowym.

## Morfologia
Długość ciała wynosi około 40 cm. Masa ciała samców: 250–300 g, samic 200–260 g; rozpiętość skrzydeł 60–71 cm. U samca długość skrzydła wynosi 243–259 mm, ogona 165–228 mm, skoku 20–23 mm; u samicy jest to odpowiednio 214–235 mm, 131–160 mm i 19–23 mm. Budową ciała pustynniki różnią się od stepówek z rodzaju Pterocles: mają stosunkowo małe głowy i długi ogon. Są dość duże, o wydłużonej sylwetce. Wyróżniają się ostro zakończone zewnętrzne lotki I rzędu. Występuje 16–18 sterówek, środkowa para wydłużona. Dziób niebieskoszary, tęczówka brązowa; widoczna niebieskoszara obrączka oczna. Skok i palce porastają białe pióra. Tylnego palca brak.
Występuje dymorfizm płciowy w upierzeniu. U samca głowa jest pomarańczowoochrowa, tylna część ciemienia szara, podobnie jak obszar od oka do szyi i pierś. Niższa część piersi obrzeżona jest drobnymi poprzecznymi czarnymi prążkami. Tylna część spodu ciała płowobiała z grubym, czarnym pasem na brzuchu i długim białym pasem w okolicy kloaki. Grzbiet, pokrywy skrzydłowe, lotki II rzędu i sterówki piaskowopłowe, z czarnym zygzakowatym wzorem pokrywającym grzbiet i barkówki oraz czarnymi kropkami i liniami po wewnętrznej stronie pokryw skrzydłowych większych, pokrywach pierwszorzędowych i na chorągiewkach wewnętrznych lotek I rzędu. Same lotki I rzędu są szare. Samice przypominają samca, są jednak bardziej matowe, ich ciemię, tylną część pokryw usznych, tył szyi i pokrywy skrzydłowe pokrywają plamki. Płowe gardło oddzielone jest czarnym pasem, nie występuje głęboka, szara barwa piersi jak u samca.

## Zasięg występowania
Zasięg występowania pustynnika obejmuje głównie obszary między równoleżnikami 38°N a 50°N, od Kazachstanu (skrajnie południowy Ural) i północnego Uzbekistanu na wschód przez skrajnie południową Syberię i Mongolię po północno-centralne Chiny (Gansu), południowe, północno-zachodnie i zachodnio-centralne Chiny (Sinciang, Kunlun i Kotlina Cajdamska), sporadycznie Mongolia Wewnętrzna i Heilongjiang. Odnotowane w sezonie zimowym w okolicy Guanxi (południowe Chiny). Pustynniki są częściowo wędrowne, zwłaszcza te z północnej części zasięgu; zimowiska leżą między innymi w południowym Kazachstanie i Uzbekistanie.

### Inwazje pustynników
Pierwsze stwierdzenie w Europie miało miejsce w okolicy Wołgogradu w 1848, następnie w 1859. W latach 1860–1923 zaobserwowano 10 inwazji w kierunku wschodnim. Przeważnie inwazje na Europę oraz wschodnie rejony Azji nie miały miejsca w tym samym sezonie; wyłącznie w latach 1888 i w 1908 pustynniki udały się i na zachód, i w kierunku Syberii. Ptaki ze środkowej Azji docierały na zachodzie do Hiszpanii, Szkocji i na Wyspy Owcze, na południu do Włoch i do Archangielska na północy. Kierowały się także na wschód, gdzie stwierdzano je w Kraju Nadmorskim, okolicach Chabarowska, w północnych Chinach, w Mandżurii i Japonii. W latach 1859–1944 miało w Europie miejsce 16 inwazji i pojedynczych stwierdzeń pustynników.

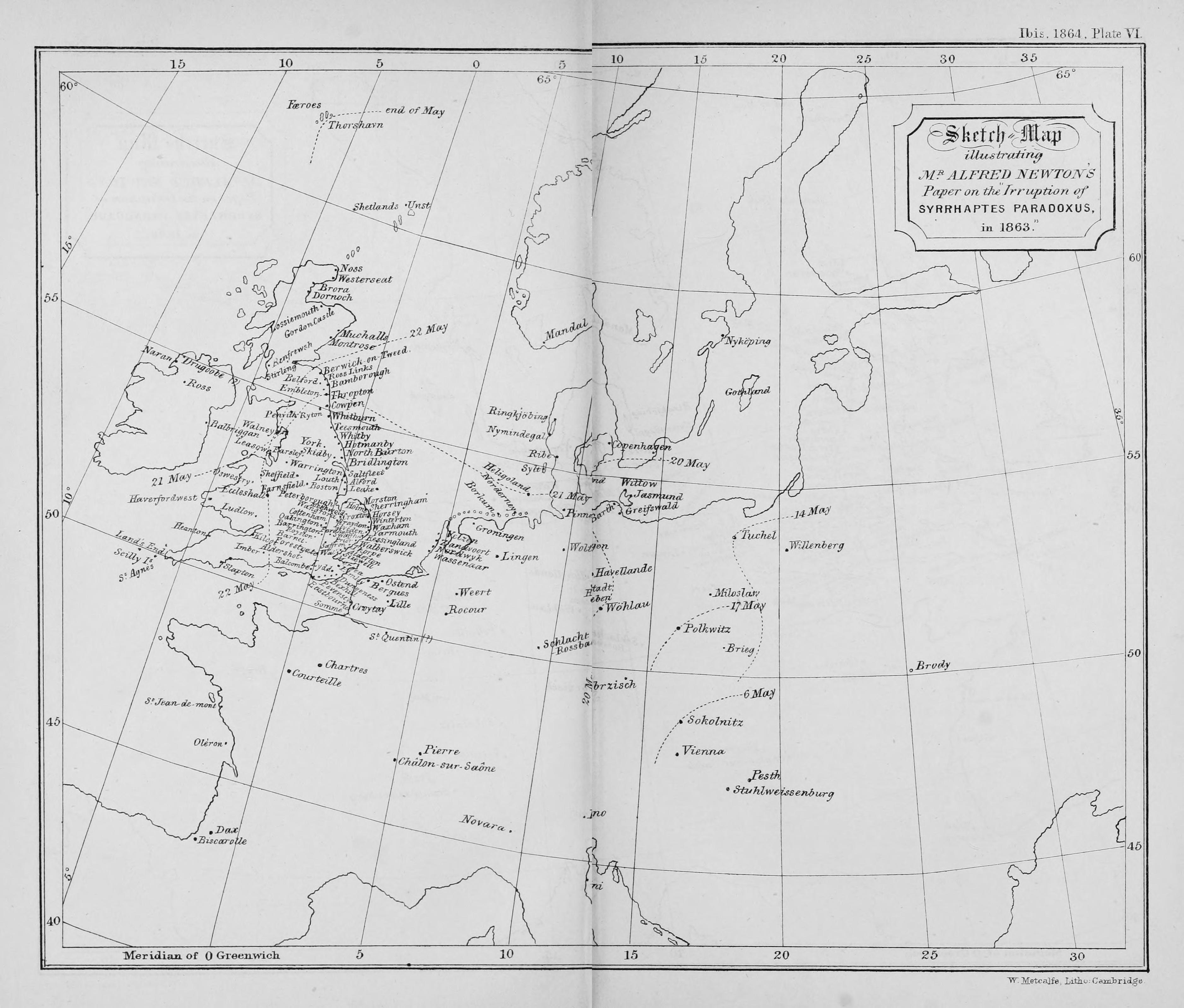
Mapa stwierdzeń pustynników podczas inwazji z 1863

Pustynnik to jedyny przedstawiciel rodziny stepówek odnotowany w Polsce (stan z 2015). W 2014 na łamach Ornis Polonica ukazał się przekrojowy artykuł poświęcony występowaniu pustynników w Polsce. Dotychczas informacje o pojawach tych ptaków w Polsce pochodziły głównie z prac Taczanowskiego (1888), Sokołowskiego (1972), Tomiałojcia (1990) oraz Tomiałojcia i Stawarczyka (2003). Nie były jednak poparte gruntowną analizą krajowych stwierdzeń. Bardziej szczegółowo temat omawiały regionalne monografie awifaunistyczne. W czasach współczesnych (1991–2015) pustynnik nie był w Polsce notowany.
W Polsce odnotowywano pustynniki w latach: 1863, 1864, 1887, 1888, 1889, 1908 i 1990. W 1864 zabito kilka sztuk pustynników w okolicach Nowego Targu – jeden okaz, spreparowany przez Antoniego Kocyana, znajduje się w Państwowym Muzeum Przyrodniczym w Budapeszcie. Łącznie w ciągu ostatnich 150 lat (stan z 2013) dokonano przynajmniej 281 stwierdzeń, pochodzących z 232 stanowisk (230 miejscowości oraz dwie obserwacje z większych regionów). 89% stwierdzeń pochodzi z 1888 roku. W Polsce i pozostałej części Europy zanotowano trzy duże inwazje – w latach 1863, 1888 i 1908. Ich przebieg był podobny – miały miejsce zawsze wiosną, czyli w okolicy powrotu ptaków na stałe lęgowiska. Zaczynały się w kwietniu (najwcześniej w 1. połowie miesiąca), zaś szczyt liczebności następował w 1. połowie maja. Ostatnie ptaki odnotowywano w czerwcu. Pojedyncze ptaki lub niewielkie grupy obserwowano jeszcze na jesieni, a nawet zimą. Z czasów współczesnych z Polski znana jest tylko jedna obserwacja – 29 kwietnia 1990 widziano 7 ptaków koło Drozdowa w dolinie Narwi. Obserwacja 4 ptaków z 25 kwietnia 1992, mająca miejsce koło Leska na Podkarpaciu została negatywnie zrewidowana przez Komisję Faunistyczną. Z Polski znane są tylko trzy stwierdzenia z głębokich gór, dwa z Bieszczadów i jedno z Gór Izerskich.
Do historycznych doniesień o lęgach w Polsce należy podchodzić krytycznie, gdyż ówczesnym autorom pisklęta pustynnika były niemal nieznane i mogły zostać pomylone na przykład z pisklętami derkacza (Crex crex) czy kuropatwy (Perdix perdix). Jeden pewny lęg odbył się w Raszkówce (część Moszczanki). Za cechę diagnostyczną posłużyło tu opierzenie skoku i górnej części palców młodych, niespotykane u żadnych innych środkowoeuropejskich ptaków. Lęg odbył się także w dawnym poznańskiem; preparator Muzeum Zoologicznego we Wrocławiu, F. Tiemann, otrzymał parę ptaków do wypchania, przy czym w ciele samicy znalazł formujące się jaja. Pod Przemyślem w kwietniu 1888 zastrzelono samicę z prawie całkowicie wykształconym jajem.

## Ekologia i zachowanie

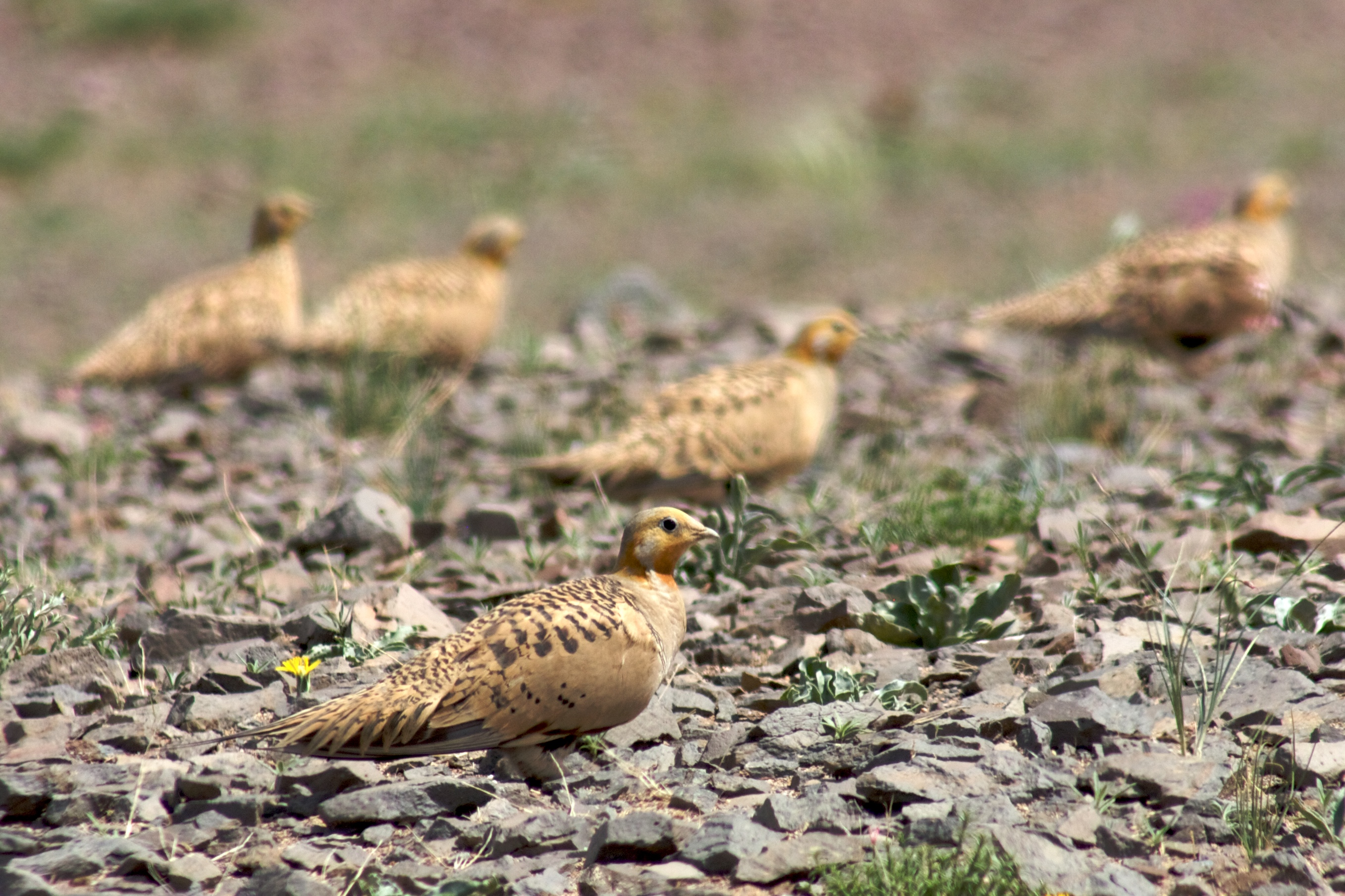
Pustynniki są ptakami bardzo towarzyskimi. Na zdjęciu grupa przemierzająca Pustynię Gobi

Środowiskiem życia pustynników są otwarte pustynne obszary, w tym stepy, półpustynie i tereny upraw. Unikają dużych pustyń pozbawionych wody. Preferują płaskie lub pofałdowane półpustynie, porośnięte trawami i krzewami z bylicą piołun (Artemisia absinthium) lub Agriophyllum squarrosum. W pierwotnej części zasięgu w lecie występują na wysokości od 1300 do 3250 m n.p.m., w zimie niżej; w Mongolii stwierdzane do 2400 m n.p.m. Doniesienia o występowaniu tych ptaków do 5500 m n.p.m. są najpewniej fałszywe. Są to ptaki towarzyskie, stwierdzane zimą w stadach liczących po kilkaset osobników. Są ufne. Nie jest znany dokładny powód ich długodystansowych wędrówek na wschód lub zachód, ale najprawdopodobniej wiąże się to z niedostępnością pożywienia wskutek opadów śniegu, długotrwałej suszy lub nieurodzaju na uprawach. Żywią się nasionami i zielonymi częściami roślin z wielu gatunków, w tym z rodzin: bobowate (Fabaceae), rdestowate (Polygonaceae), komosowate (Chenopodiaceae), kapustowate (Brassicaceae), wiechlinowate (Gramineae). W niektórych częściach areału występowania zjadają również nasiona roślin uprawnych, jak pszenica (Triticum) i proso (Panicum). Zdają się zjadać larwy bezkręgowców tylko okazjonalnie, choć wychowane w niewoli pisklęta z przyjemnością jedzą larwy mącznika. Kopią w ziemi podobnie do kur. Piją przeważnie o poranku (zwykle od 6 do 10), rzadziej wieczorami.

### Lęgi

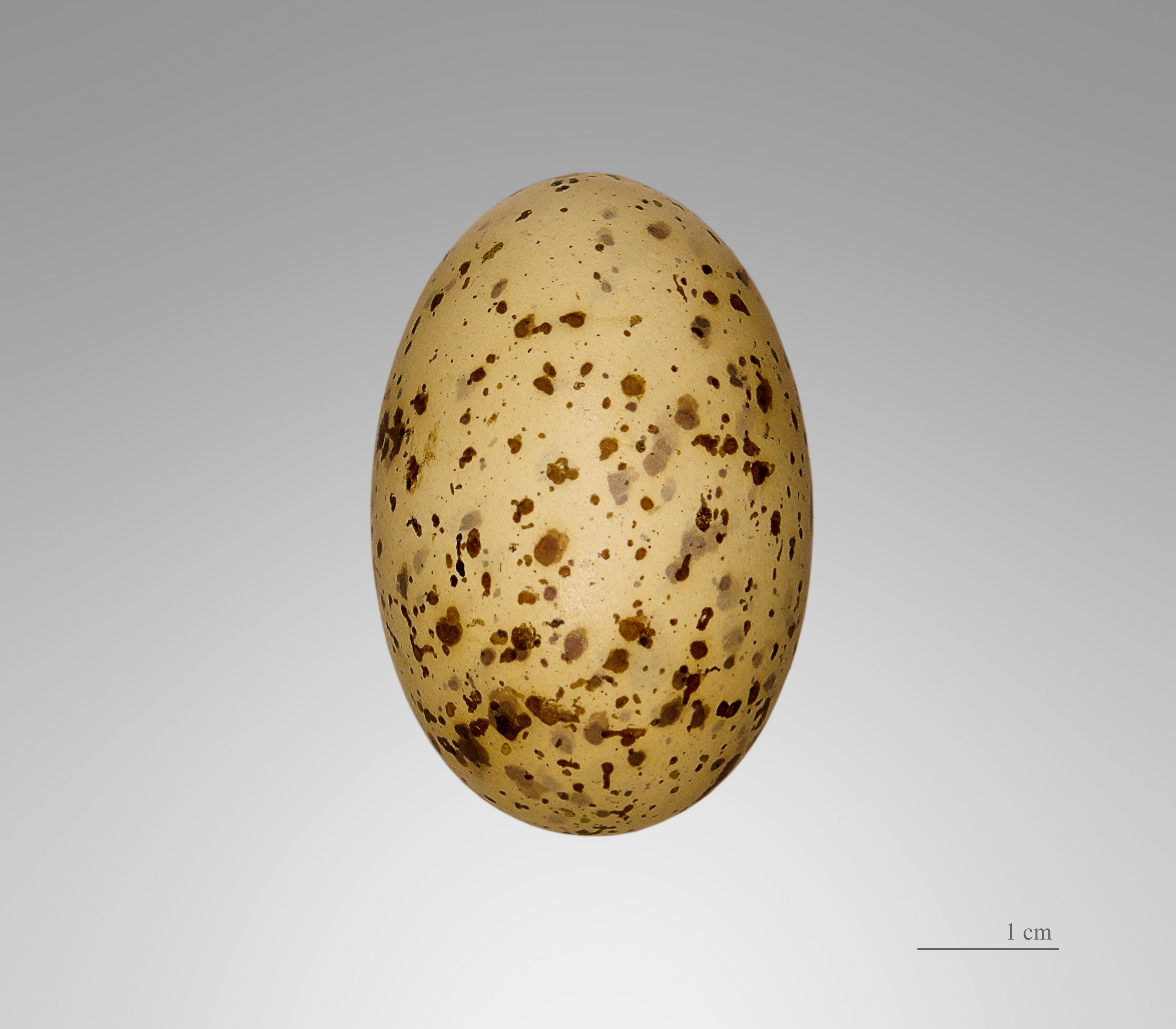
Jajo z kolekcji muzealnej

Gniazdo umiejscowione jest na ziemi, niekiedy pod osłoną krzewu lub traw. Brak wyściółki. Gniazdują w niewielkich, luźnych koloniach; gniazda mogą zostać umiejscowione do 4–6 m od siebie. W zniesieniu 3 jaja o eliptycznym kształcie, o skorupce eliptycznej, barwy płowej lub ochrowożółtej z brązowymi plamkami. Zniesienia przypadają na okres od marca do czerwca; puchowe młode obserwowano do sierpnia. Inkubacja trwa 22–28 dni, rozpoczyna się od złożenia pierwszego jaja; całe zniesienie składane jest w przeciągu 4–5 dni. Prawdopodobnie wysiaduje tylko samica, ale donoszono o samcach z plamą lęgową. W upierzeniu piskląt dostrzec można białe i brązowe paski, zaś spód ciała jest cały biały. Młode są zdolne do lotu po 25 dniach życia, w wieku 3 miesięcy uzyskują dorosłe upierzenie.

## Status i ochrona
IUCN uznaje pustynnika za gatunek najmniejszej troski (LC, Least Concern) nieprzerwanie od 1988. Liczebność światowej populacji nie została oszacowana, ale ze względu na brak poważnych zagrożeń BirdLife International uznaje jej trend za stabilny.
W Polsce podlega ścisłej ochronie gatunkowej.